# 韓国手話
韓国手話（かんこくしゅわ、韓国語: 한국수어、英語: Korean Sign Language）は、韓国で使用される手話である。日本手話語族に属す。1889年に最初に登場し、学校では1908年から導入された。
2016年より韓国手話言語法が制定され韓国手語として韓国の公用語のひとつとなった。